# آرامگاه شاه رکن عالم
آرامگاه شاهرکن عالم (اردو: مقبره شاه رکن عالم) واقع در مولتان، پاکستان، مقبره صوفی رکن الدین ابوالفتح است. این مکان مقدس یادمان اولین نمونه از معماری تغلق‌شاهیان در نظر گرفته می‌شود و یکی از چشمگیرترین زیارتگاه‌های شبه قاره هند به‌شمار می‌آید. این آرامگاه بیش از ۱۰۰۰۰۰ زائر را سالانه در گردهمایی عرس که بزرگداشت مرگ رکن‌الدین است، جذب می‌کند.

## محل
این مقبره در شهر باستانی مولتان، در مرکز پاکستان واقع شده‌است. این مقبره در لبه شمال غربی قلعه مولتان قرار دارد.

## تاریخ
این مقبره بین سالهای ۱۳۲۰ و ۱۳۲۴ میلادی توسط غیاث الدین تغلق به سبک معماری قبل از امپراتوری گورکانی ساخته شده‌است. این مقبره اولین نمونه از معماری تغلق در نظر گرفته شده‌است و قدمت بناهای تاریخی طغلوق در دهلی را دارد.
این مقبره زمانی ساخته شد که غیاث الدین به عنوان فرماندار دیپالپور حکومت می‌کرد و احتمالاً قصد داشت به عنوان مقبره ای برای خودش باشد قبل از اینکه او به امپراتور سلطان‌نشین دهلی تبدیل شود. رکن عالم در ابتدا در حرم بهاالدین زکریا به خاک سپرده شده بود، اما مقبره حاضر توسط محمد بن طغلوق به فرزندان رکن عالم اعطا شد، که بقایای وی در سال ۱۳۳۰ در این مکان به خاک سپرده شد.

## چیدمان
چیدمان این آرامگاه به‌طور معمول برای مقبره‌های سهرآوادی است که دارای سه ورودی، محراب رو به غرب و یک ورودی اصلی در محور جنوبی است که دارای یک دهلیز کوچک است. ورودی اصلی از آن زمان به شرق تغییر یافته‌است.

## معماری

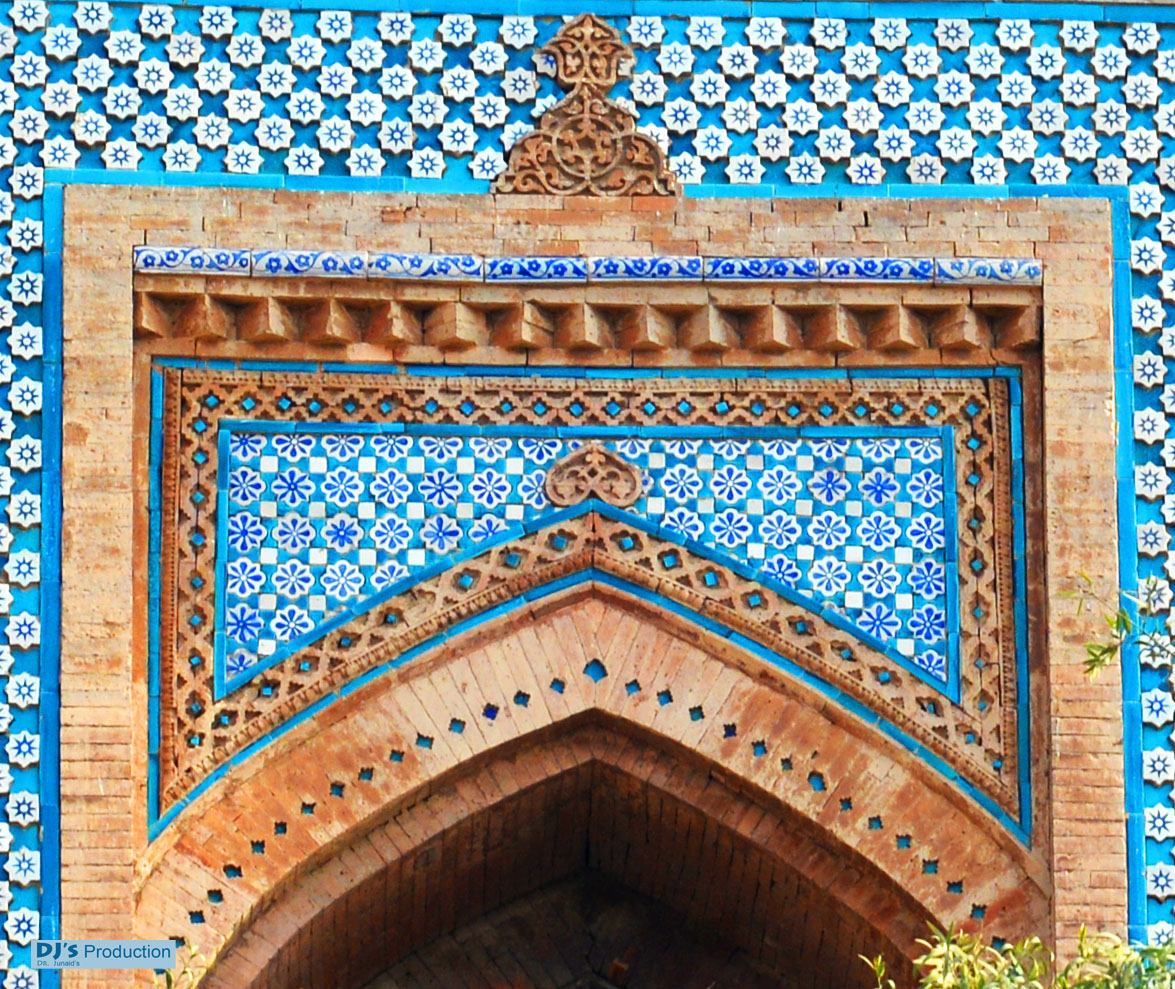
عناصر تزئینی ماسولا.

مولتان پیوندهای محکمی با ایران و افغانستان داشت. پیوندهایی که در تأثیر سنگین سبک‌های معماری آسیای میانه و ایرانی که در مقبره یافت می‌شود، مانند استفاده از آجر، کاشی‌های لعاب دار و سقف‌های چوبی، بازتاب داده شده‌است. این معبد نمایانگر اوج معماری تدفین مولتی است که با زیارت خالد ولید در نزدیکی کبیر والا آغاز شد.

### مقبره
مقبره سازه ایی سه طبقه است. ردیف هشت ضلعی دوم معمولاً برای مولتان است، ردیف اول به شکل هشت ضلعی با حرم نزدیک بهاالدین زکریا و دیگر عبادتگاه‌های قبلی که بر پایه قاعده ای شکل قرار دارد که متفاوت است.

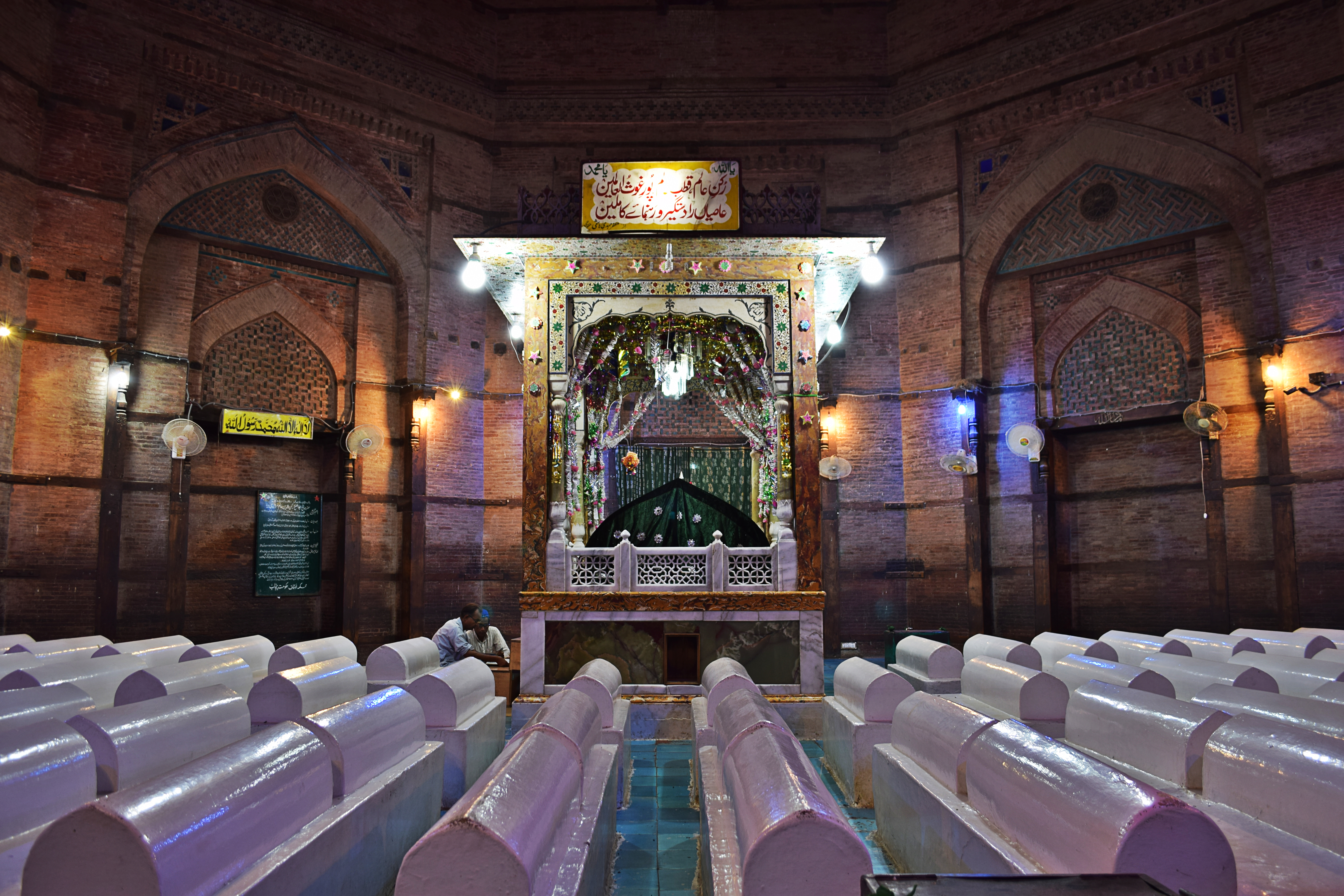
قبر شاه رکن علم توسط ۷۲ قبر از فرزندان و فدائیان وی محاصره شده‌است.

فضای داخلی وسیع حرم فاقد پشتیبان داخلی و هیچ عنصر ساختار داخلی برای پشتیبانی از فضای داخلی است که منجر به ایجاد فضای داخلی گسترده می‌شود. فضای داخلی ابتدا با کاشی کاری دقیق تزئین شده بود که بعداً با گچ پوشانده شد، اگرچه فضای داخلی مقبره در حال حاضر به‌طور عمده خالی است. طاقچه‌ها در سطح زمین برای بزرگتر شدن فضای داخلی عمل می‌کنند.